# Mario Alberto Molina Palma

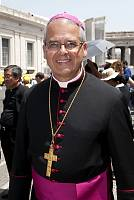
Mario Alberto Molina Palma, 2012

Mario Alberto Molina Palma OAR (* 13. Oktober 1948 in Panama-Stadt) ist Erzbischof von Los Altos Quetzaltenango-Totonicapán.

## Leben
Mario Alberto Molina Palma trat der Ordensgemeinschaft der Augustiner-Rekollekten am 27. August 1968 bei, legte die Profess am 28. August 1971 ab und der Prälat von Bocas del Toro, José Agustín Ganuza García OAR, weihte ihn am 29. Juni 1975 zum Priester. Papst Johannes Paul II. ernannte ihn am 29. Oktober 2004 zum Bischof von Quiché.
Die Bischofsweihe spendete ihm der Bischof von Jalapa, Julio Edgar Cabrera Ovalle, am 22. Januar des nächsten Jahres; Mitkonsekratoren waren Victor Hugo Martínez Contreras, Erzbischof von Los Altos Quetzaltenango-Totonicapán, und Bruno Musarò, Apostolischer Nuntius in Guatemala.
Als Wahlspruch wählte er Ut Ecclesia aedificationem accipiat. Am 14. Juli 2011 wurde er zum Erzbischof von Los Altos Quetzaltenango-Totonicapán ernannt und am 17. September desselben Jahres in das Amt eingeführt.